# Richard Taylor (effets spéciaux)
Pour les articles homonymes, voir Richard Taylor et Taylor.
Sir Richard Leslie Taylor est le fondateur et directeur de l'entreprise néo-zélandaise de décors, costumes et effets spéciaux pour le cinéma Weta Workshop.

## Le Seigneur des anneaux
Ami proche de Peter Jackson, il a obtenu de celui-ci que Weta Workshop travaille sur la trilogie cinématographique adaptant le roman Le Seigneur des anneaux de J. R. R. Tolkien.
Oscars : Il s'est vu décerner pour ce travail quatre Oscars, ceux du meilleur maquillage avec Peter King pour La Communauté de l'anneau et Le Retour du roi, celui des meilleurs effets visuels avec Randall William Cook, Jim Rygiel et Mark Stetson (en) pour le premier film, et celui de la meilleure création de costumes avec Ngila Dickson pour le troisième film.
BAFTA : Aux prix de la British Academy, Richard Taylor a été sélectionné trois fois avec Ngila Dickson pour les meilleurs costumes et a remporté le prix pour Les Deux Tours, a été sélectionné trois fois avec Peter King et Peter Owen pour les meilleurs maquillages et coiffures et a remporté le prix pour La Communauté de l'anneau, et a également remporté le prix des meilleurs effets visuels avec Randall William Cook, Alex Funke, Jim Rygiel et Mark Stetson (en) pour ce dernier film.
Autres : Il a également été trois fois sélectionné pour les prix Satellite, et cinq fois pour les prix Saturn dont deux victoires, pour les meilleurs costumes dans Les Deux Tours et pour le meilleur maquillage dans Le Retour du roi.
Taylor apparaît et fait des commentaires dans les bonus des trois DVD des films, dans les documentaires sur les coulisses. Il a également fait un caméo dans le film Le Retour du roi comme corsaire d'Umbar en compagnie de Peter Jackson.

## Autres travaux
Richard Taylor a également travaillé avec Weta Workshop sur Le Monde de Narnia : Le Lion, la Sorcière blanche et l'Armoire magique réalisé par Andrew Adamson, ainsi que sur King Kong de Peter Jackson pour lequel il a reçu un second Oscar des meilleurs effets visuels en 2005.
Il prend aussi la parole au nom de Weta Workshop dans le film documentaire Reclaiming the Blade (en) de 2009, qui traite des épées dans les productions cinématographiques contemporaines.